# Haazinu

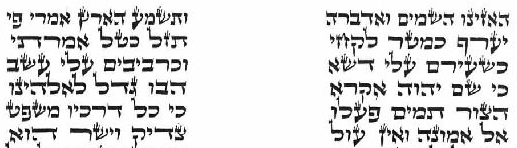
Începutul pericopei Haazinu, «Haazinu shamaim vaadabra», așa cum apare ea în textul ebraic de pe Sulul Torei, în formatul de două coloane numit „ariakh al gabey ariakh” -„ placă cu placă”

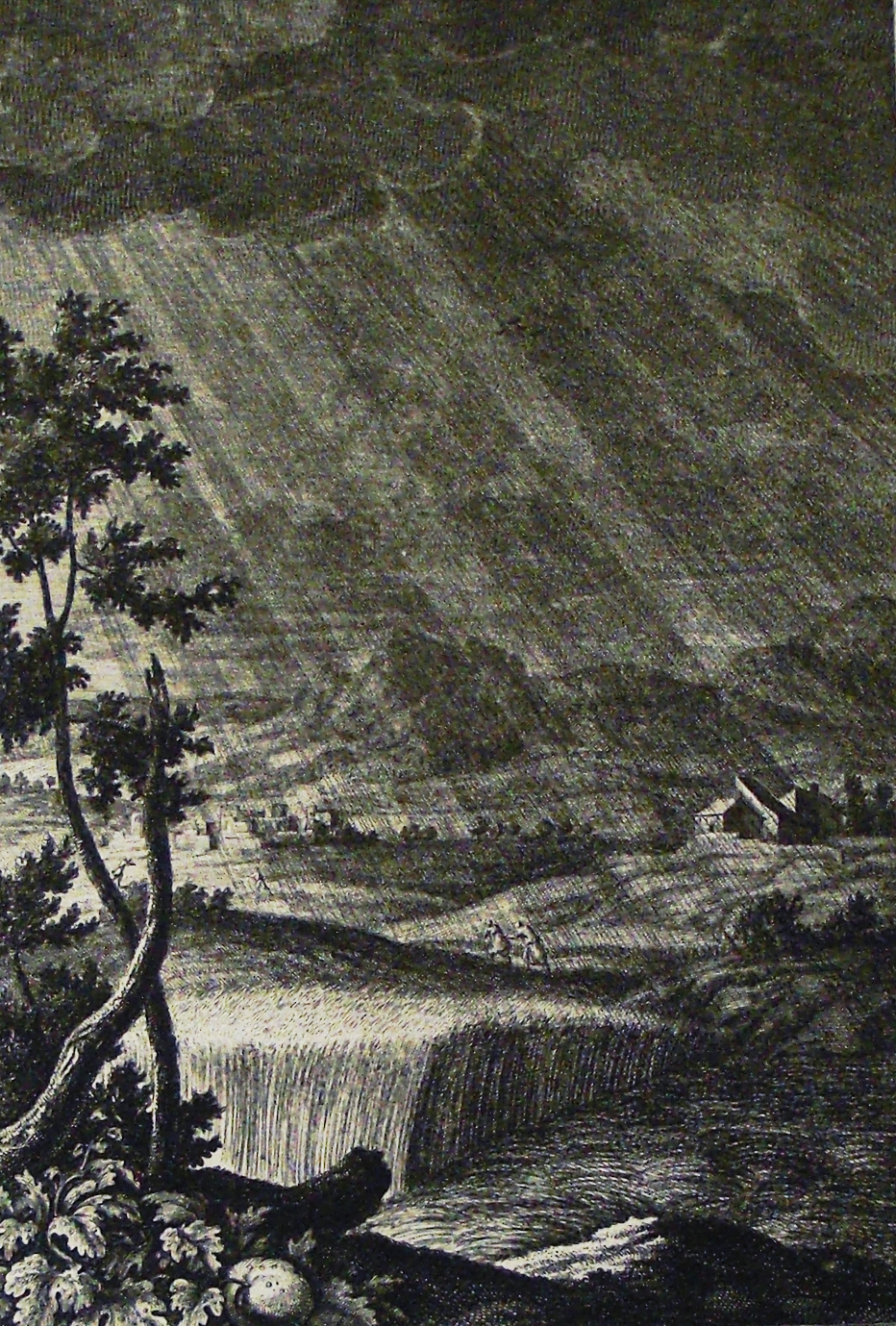
Ilustrație a cântării lui Moise din pericopa Haazinu, în Biblia ilustrată, ediția Philip Medhurst

Haazinu (în ebraică:האינו = Ascultați - care este primul cuvânt din text) este, în cultul iudaic, a 52-a pericopă a săptămânii din ciclul anual de citire a Torei și a zecea pericopă a săptămânii din cartea Devarim a Torei sau Pentateuhului, conform împărțirii  tradiționale a textului. Ea începe cu capitolul 32 , versetul 1 și se încheie cu versetul 52 din același capitol (32,52). Pericopa săptămânală Haazinu este citită în sinagogă în sâmbăta dintre Anul Nou iudaic Rosh Hashaná și Ziua Ispășirii Iom Kipur, numită Shabat Shuva, sau în sâmbăta dintre Iom Kipur și Sărbătoarea Corturilor Sukot, în luna septembrie sau octombrie. Pericopa cuprinde cântarea finală a lui Moise - un act de mustrare contra păcatelor israeliților, o profeție despre pedeapsa lor și o făgăduință de salvare din partea lui Dumnezeu. 

## Temele pericopei

### Cântarea de sfârșit a lui Moise: Cântarea Haazinu (Shirat Haazinu) - שירת האזינו
Pericopa continuă seria de pericope dinspre sfârșitul Cărților lui Moise, în care se povestește despre apropierea morții lui Moise. Majoritatea textului este ocupat de Cântarea Haazinu a lui Moise. Ea este un lung poem, în care Moise ia cerul și pământul drept martori ai măreției și dreptății divine. El imploră poporul să țină minte binefacerile de care a avut parte și să fie recunoscător celui care i le-a oferit, amintind în acela timp  pedepsele care îi vor lovi pe cei care se vor îndepărta de el. El descrie ciclul istoric al poporului Israel: așezarea Țării Caananului,păcatele, exilul și mântuirea. Moise face numeroase aluzii la escatologia iudaică. Cântarea este construită rânduri-rânduri, și fiecare rând este divizat în două diviziuni mai mult sau mai puțin egale, fiecare diviziune conținând trei cuvinte. Pe sulul Torei este reprezentată în formatul numit „ariakh al gabey ariakh”, adică două coloane lungi în lungul paginii (spre deosebire de Cântarea mării, transcrisă în formatul „ariakh al gabey levená”, unde rândurile succesive sunt compuse alternativ din trei și, respectiv, două părți despărțite prin spații).

### Vestea morții lui Moise
După Cântarea lui Moise mai sunt două scurte secțiuni (parashá, parashiot): prima descrie cum Moise rostește cântarea în fața fiilor lui Israel și îi 
avertizează încă odată să împlinească Legea (Tora).
„כִּי לֹא דָבָר רֵק הוּא מִכֶּם כִּי הוּא חַיֵּיכֶם וּבַדָּבָר הַזֶּה תַּאֲרִיכוּ יָמִים עַל הָאֲדָמָה אֲשֶׁר אַתֶּם עֹבְרִים אֶת הַיַּרְדֵּן שָׁמָּה לְרִשְׁתָּהּ”
„Căci acestea nu sunt în deșert date vouă, ci acestea sunt viața voastră și prin acestea veți trăi multă vreme în pământul acela în care treceți acum peste Iordan, ca să-l stăpâniți"”

În secțiunea următoare Dumnezeu îi poruncește lui Moise să urce în munții Abarim (Har Haavarim), pe Muntele Nebo (Har Nevó), și să privească Țara Canaanului (în viitor - a Israelului) și apoi, să moară acolo.   
„עַל אֲשֶׁר מְעַלְתֶּם בִּי בְּתוֹךְ בְּנֵי יִשְׂרָאֵל בְּמֵי מְרִיבַת קָדֵשׁ מִדְבַּר צִן עַל אֲשֶׁר לֹא קִדַּשְׁתֶּם אוֹתִי בְּתוֹךְ בְּנֵי יִשְׂרָאֵל”
„Pentru că ați greșit înaintea Mea în mijlocul fiilor lui Israel, la apele Meribei, la Cadeș, în pustiul Sin, și pentru că n-ați arătat sfințenia Mea între fiii lui Israel”
După cum se explică în cărțile Sefer Mitzvot și Sefer Hahinukh, pericopa Haazinu nu comportă nici unul din cele 613 comandamente (porunci) (mitzvot)

### Structura pericopei săptămânale
În pericopa Haazinu sunt 52 versete, asociate in trei secțiuni (numite și ele pericope - parashiot) „deschise” și fără pericope „închise”. Aceasta este singura pericopă săptămânală care nu are secțiuni sau pericope închise. Ea cuprinde un singur „seder” (vezi diviziunea Bibliei ebraice - Tanakh - în sedarim). Ea începe de la începutul „sederului” și se încheie la sfârșitul „sederului”, de asemenea începe de la începutul capitolului (perek) si se încheie cu sfârșitul lui (vezi diviziunea Tanahului în prakim)
Pericopa săptămânală în timpul lecturii lungi a Torei sâmbăta, este divizată în șapte secțiuni, care sunt citite, fiecare pe rând, de câte un membru al comunității. Secțiunile se numesc prima, a doua  etc: rishon, sheni, shlishi, reviyi, hamishi, shishi, sheviyi. Apoi este chemat un enoriaș- denumit maftir - pentru lectura așa numitei Haftara.
În zilele de luni și joi, după tradiția stabilită de Ezra. Scribul se procedează lectura scurtă a Torei, când pericopa este împărțită numai în trei secțiuni - una citită de un cohen, a doua citită de un levit și a treia - de către un israelit de rând.

### Haftara
De sâmbăta numită Shabat Shuva se citește o Haftara deosebită. Altfel, ca haftará după pericopa Haazinu se citesc Cântarea lui David, cartea Samuil II, 22, 1, 51. Evreii iemeniți și cei italieni citesc cartea Ezechiel 17, 22. Evreii romanioți citesc Darshu de Shabat Shuva, si Shuva în sâmbăta dintre Iom Kipur și Sukot.  
La evreii originari din lumea islamică maqamul folosit la citirea pericopei Haazinu este Maqam Bayat.